# Langley Burrell
Langley Burrell är en by i civil parish Langley Burrell Without, i distriktet Wiltshire, i grevskapet Wiltshire, i England. Byn är belägen 2 km från Chippenham. Langley Burrell var en civil parish fram till 1894 när blev den en del av Langley Burrell Without och Langley Burrell Within. Civil parish hade 1 445 invånare år 1891. Byn nämndes i Domedagsboken (Domesday Book) år 1086, och kallades då Langefel.